# Alexander Abashian
Alexander Abashian (11 de marzo de 1930-12 de febrero de 2014) fue un físico de partículas estadounidense.

## Biografía
Obtuvo un doctorado en Física de la Universidad Johns Hopkins, y se desempeñó como asesor de varios estudiantes de doctorado en Virginia Tech. Antes de unirse a la facultad de Virginia Tech, enseñó en la Universidad de Illinois en Urbana-Champaign y fue miembro de la división de investigación dentro del programa de física de altas energías de la Comisión de Energía Atómica de los Estados Unidos. Fue elegido miembro de la Sociedad Estadounidense de Física en 1969, y miembro de la Asociación Estadounidense para el Avance de la Ciencia en 1985.
Estuvo casado con Dorothy VanDeMar hasta su muerte en 2009. La pareja crio cuatro hijos. Falleció el 12 de febrero de 2014.